# Lodina
Lodina – potok w środkowej części Spiszu, na Słowacji. Płynie on na terytorium powiatu Lewocza i powiatu Spiska Nowa Wieś. Stanowi lewostronny dopływ Hornadu.